# Fianna Fáil Neamhspleách
Fianna Fáil Neamhspleách (engelska: Independent Fianna Fáil, INDEP FF) var ett irländskt parti, som brutit sig loss från Fianna Fáil. Partiet upplöstes den 26 juli 2006, efter att det ansökt om att gå samman med Fianna Fáil.